# 康熙帝南巡
康熙帝南巡，指清康熙帝（1654－1722）六次南下巡游视察的历史事件。六次南巡的时间分别是1684年、1689年、1699年、1703年、1705年、1707年。其中两次祭泰山，六次到扬州府，六次祭明孝陵，六次到苏州府，五次到杭州府。

## 过程

### 第一次南巡
康熙二十三年（1684年 甲子），30岁 
九月二十八日， 康熙帝初次南巡启銮。 
十月初十日，登泰山顶。 
十月十九日，自徐州府宿迁县启程，是日，驻桃源县，视察黄河北岸各项险要工程，
十月二十六日，行至苏州府，
十一月二日，在南京谒明太祖陵，亲写祝文，遣官往祭。
十一月十八日，到曲阜孔子庙，在大成殿行三跪九叩礼，亲书“万世师表”
十二月九日，由京师正阳门回宫。首次南巡共用六十天。

### 第二次南巡
康熙二十八年（1689年 己巳） ，35岁
正月初二日，康熙帝第二次南巡，临阅河工。 
正月二十三日，至宿迁县，率领随从大臣及江南总督傅拉塔、河道总督王新命，漕运总督马世济等视察中河。
正月二十八日，舟过扬州，民间结彩欢迎。
二月十一日抵杭州，民间有“建立碑亭，称颂德意”者，康熙帝谕以有损民力，命停止，并对所有请他多在杭州逗留大臣晓以利弊，概不准奏。
二月 康熙帝抵达浙江绍兴，祭大禹陵，亲制祭文，书名，行九叩礼，制颂刊石，书额曰“地平天成”。 
二月二十六日，到南京
二月二十七日，在南京观象台夜观星宿，向诸臣讨论天文学。
三月初七日，率从臣视察高家堰一带堤坝。
三月十九日，自天津入崇文门还宫。此次南巡历时七十一天，

### 第三次南巡
康熙三十八年（1699年 己卯），45岁 
正月二十一日 发布南巡诏旨：一切供给，由京备办，勿扰民间。 
二月初三日，第三次南巡启銮。 
二月十二日，康熙帝舟泊桑园。十八日起，康熙帝只乘一舟，减少扈从，昼夜前进，往阅黄河以南各处堤防。 
三月初六日，康熙帝舟泊高邮州。
三月二十九日，自杭州回銮。
四月初四日，康熙帝渡太湖。
四月十三日，康熙帝亲自祭奠明太祖陵，阅兵。
四月二十一日，抵达扬州府。
四月二十七日，康熙帝渡黄河，
五月十七日，康熙帝返回京城，此次南巡历时一百零三天。

### 第四次南巡
康熙四十二年（1703年 癸未） ，49岁
正月十六日，康熙帝第四次同巡从京师启程。 
二十四日至济南府。
二十五日至长清县黄山店，夜里大风，南村失火。
二十六日，康熙帝登泰山，驻泰安州。
二月初五日，康熙帝渡过黄河，在桃园乘舟，至淮安府，沿途视察河堤。
二月十一日，抵苏州。
二月十五日，康熙帝抵杭州，检阅驻防官兵，并赏给银两。
二月十八日，康熙帝离杭州。
二月二十日返苏州。
二月二十六日抵江宁府，遣大学士马齐祭明太祖陵，赏赐扈从官兵及驻防兵银两。
二月二十八日，康熙帝离江宁返京，舟经镇江、扬州、高邮、宝应，
三月初二日，登岸，察看高家堰堤，谕示防险人员应选比县丞职衔稍大，家产殷实者担任，此等人知自爱身家，又有选用之望，必能尽心防守。随后，康熙帝继续乘舟，经东平府、东昌府、沧州、天津卫，十四日驻南苑，
三月十五日返回京城。

### 第五次南巡
康熙四十四年（1705年 乙酉） ，51岁
二月初九日，康熙帝开始第五次南巡，从京师启程。
二十二日进入山东省境内。
三月初六日进入江南境，十一日抵扬州府。十七日，康熙帝抵苏州府，十八日，召见河官。又命江苏巡抚宋荦主持刊刻《资治通鉴纲目》。二十五日，至松江府。
四月初一日，康熙帝离松江，
四月初三日抵杭州，初五日在演武场检阅八旗。
四月十八日，康熙帝离苏州。
四月二十二日抵江宁。二十三日遣尚书徐潮祭明太祖陵，二十六日检阅江宁驻防官兵，招赦安徽、江苏所属地方死罪以下罪犯，减等发落。二十七日，康熙帝赴明太祖陵行礼，然后离开江宁。二十八日在京口检阅水师。
闰四月初一日，康熙帝自江天寺登舟渡江，驻扬州宝塔湾。初六日，康熙帝从扬州启行，经宝应、淮安。于初九日至清口。初十日登陆往高家堰，遍阅河堤。十三日康熙帝乘舟渡黄河，登陆，巡视九里冈。
闰四月二十八日，康熙帝等返回京城。

### 第六次南巡
康熙四十六年（1707年 丁亥），53岁 
正月二十二日 康熙帝从京师出发。
二十五日，在静海县杨柳青登舟。
二月初一日，康熙帝舟泊德州第六屯。
二月二十日，康熙帝由清口（即黄河、淮河与大运河的交汇口，今淮安市境内）登陆，详视泗州西溜淮套。
三月初六日，康熙帝由扬州抵达江宁府。
四月初二日，抵杭州。
五月二十二日，康熙帝返回京城。

## 创作的绘画
由曹荃監畫、由王翚主笔绘制记录康熙帝南巡的《康熙南巡图》。其孙乾隆帝南巡时，亦由宫廷画家徐扬照其体例绘制了《乾隆南巡图》。

### 图集

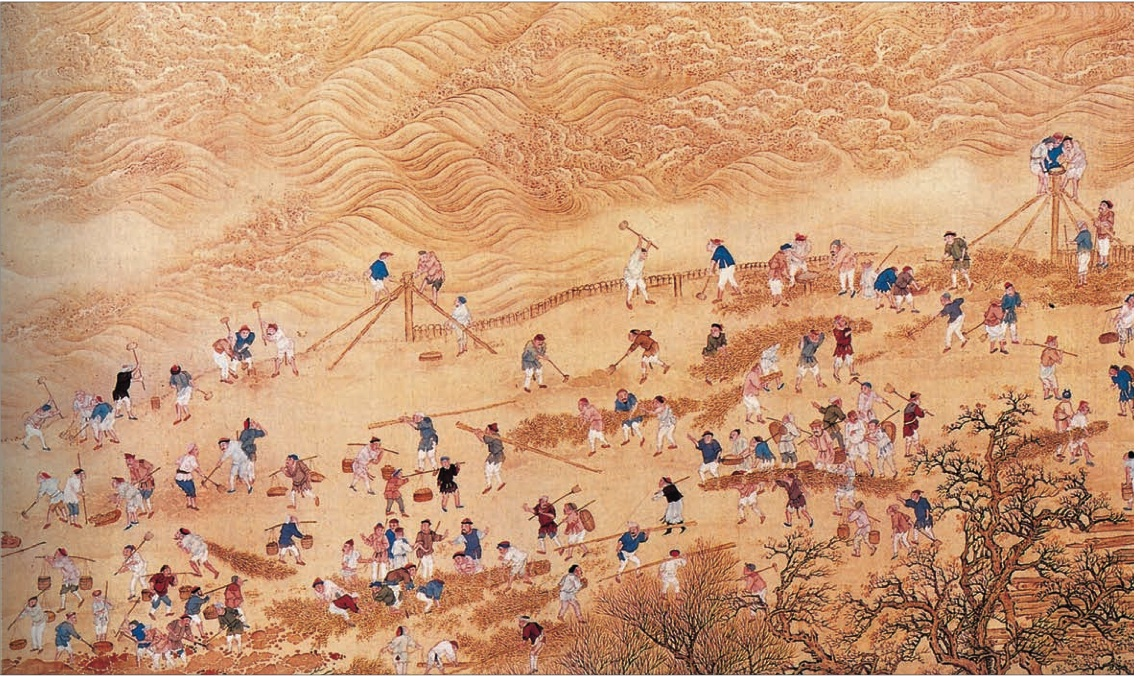
治理黄河的场面。
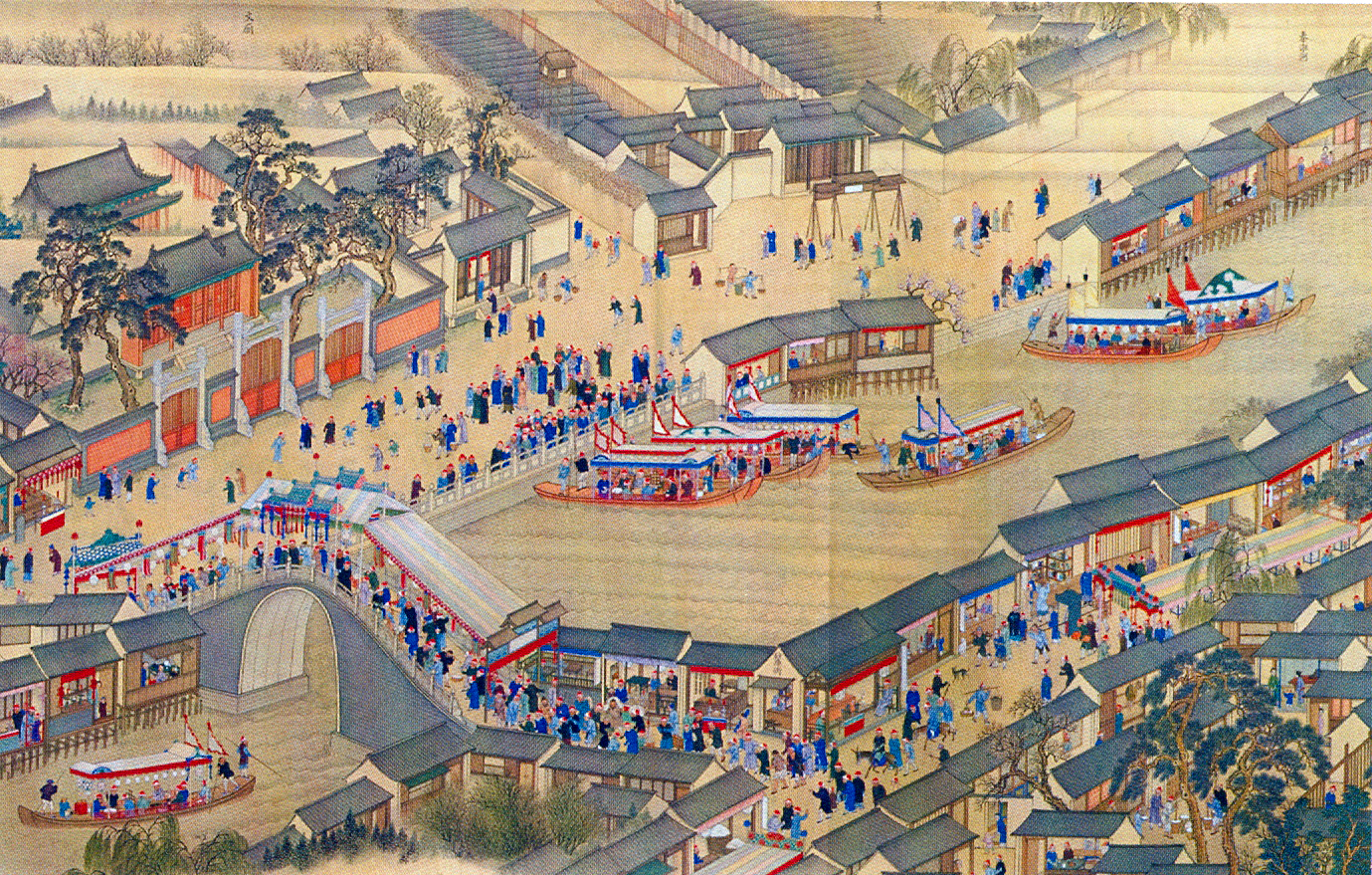
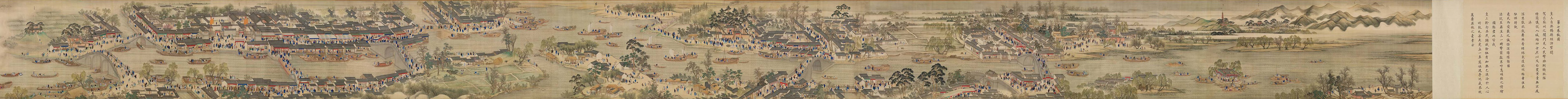
第七卷局部
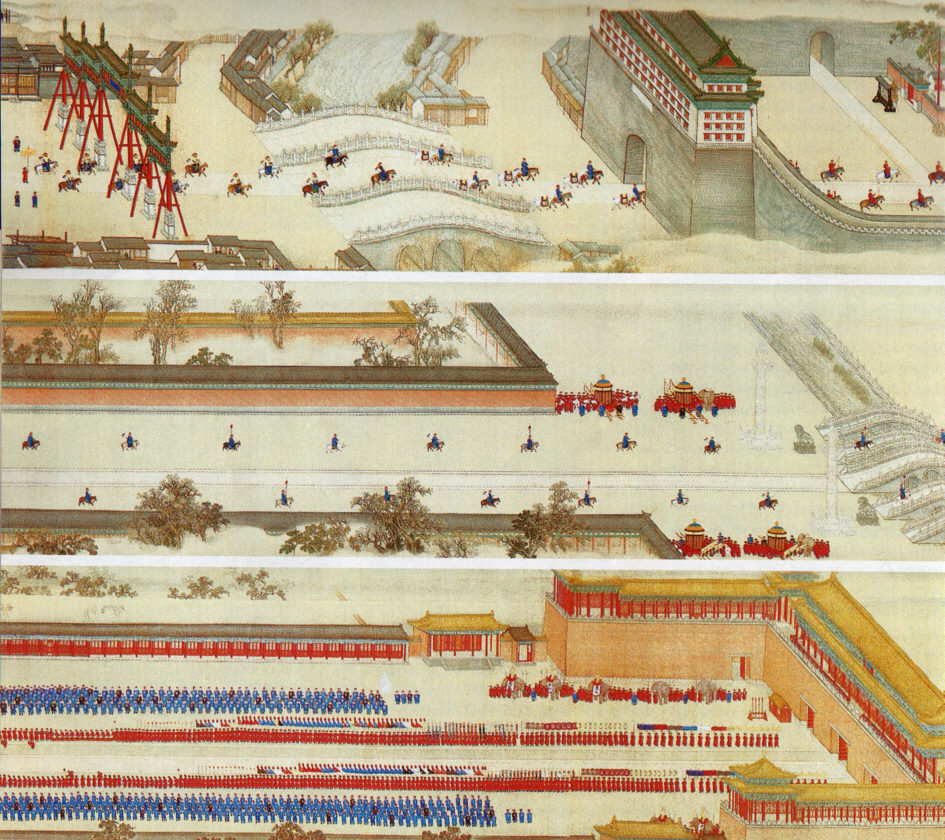
回朝